# Olympische Sommerspiele 1908/Leichtathletik – Standweitsprung (Männer)
Der Standweitsprung der Männer bei den Olympischen Spielen 1908 in London wurde am 20. Juli 1908 im White City Stadium entschieden. Über den Ablauf der Qualifikation und des Finales liegen keine gesicherten Erkenntnisse vor.
Olympiasieger wurde Standsprungspezialist Ray Ewry aus den Vereinigten Staaten. Der Grieche Konstantinos Tsiklitiras gewann die Silbermedaille, Bronze ging an den US-Amerikaner Martin Sheridan.

## Rekorde
Die Weltrekorde waren damals noch inoffiziell.
| Weltrekord         | 3,89 m | J. Chandler | Irland |                                            |
| Olympischer Rekord | 3,47 m | Ray Ewry    | USA    | Finale OS St. Louis (USA), 29. August 1904 |

Es gab keine Rekordverbesserungen oder -einstellungen im Standweitsprung bei diesen Spielen.

## Ergebnisse aus Qualifikation und Finale
| Platz | Athlet                   | Land           | Weite (m) |
| ----- | ------------------------ | -------------- | --------- |
| 1     | Ray Ewry                 | USA            | 3,33      |
| 2     | Konstantinos Tsiklitiras | Griechenland   | 3,23      |
| 3     | Martin Sheridan          | USA            | 3,22      |
| 4     | John Biller              | USA            | 3,21      |
| 5     | Ragnar Ekberg            | Schweden       | 3,19      |
| 6     | Platt Adams              | USA            | 3,11      |
| 6     | Frank Holmes             | USA            | 3,11      |
|       | Evert Koops              | Niederlande    | k. A.     |
|       | Jacobus Hoogveld         | Niederlande    | k. A.     |
|       | Bram Evers               | Niederlande    | k. A.     |
|       | Lionel Cornish           | Großbritannien | k. A.     |
|       | Lancelot Stafford        | Großbritannien | k. A.     |
|       | Walter Henderson         | Großbritannien | k. A.     |
|       | Frederick Kitching       | Großbritannien | k. A.     |
|       | Tim Ahearne              | Großbritannien | k. A.     |
|       | Wilfred Bleaden          | Großbritannien | k. A.     |
|       | Jarl Jakobsson           | Finnland       | k. A.     |
|       | George Barber            | Kanada         | k. A.     |
|       | Svend Langkjær           | Dänemark       | k. A.     |
|       | Henri Jardin             | Frankreich     | k. A.     |
|       | Alfred Motté             | Frankreich     | k. A.     |
|       | Léon Dupont              | Belgien        | k. A.     |
|       | Arthur Mallwitz          | Deutschland    | k. A.     |
|       | Sigmund Muenz            | USA            | k. A.     |
|       | Frank Irons              | USA            | k. A.     |

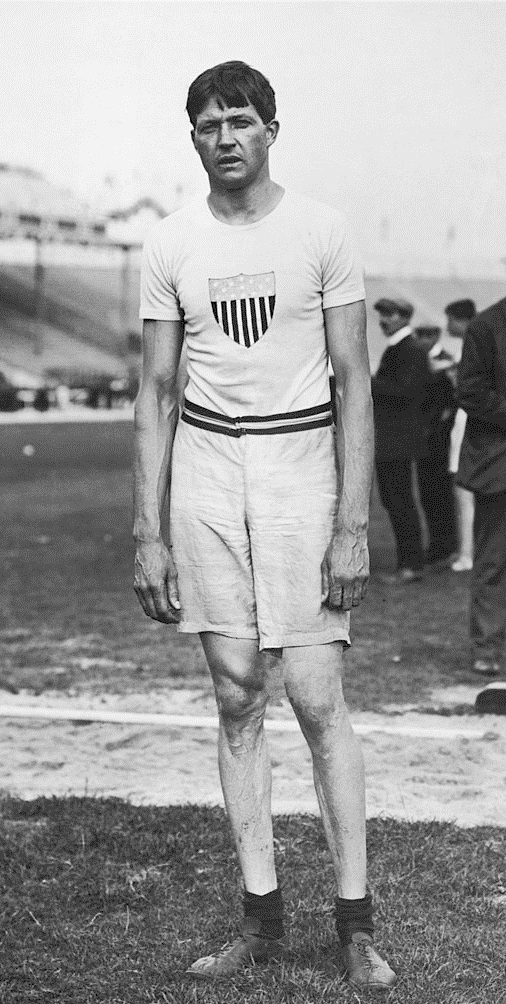
Olympiasieger Raymond Ewry gewann in diesem Wettbewerb seine siebte und später im Standhochsprung seine achte Goldmedaille

Der Ablauf der Qualifikation und des Finales bleibt unklar. Es liegt eine Gesamtübersicht zum Resultat vor, die oben aufgelistet ist. Den bereits siebten Olympiasieg gab es hier für den Standsprungspezialisten Raymond Ewry, der damit alle bis dahin ausgetragenen olympischen Standsprungkonkurrenzen gewonnen hatte. Eine achte Goldmedaille kam für ihn am Ende seiner olympischen Laufbahn drei Tage darauf im Standhochsprung noch hinzu. Der Grieche Konstantinos Tsiklitiras gewann wie auch im Standhochsprung später die Silbermedaille. Er stammte aus Pylos, hatte Ewry zwei Jahre zuvor bei den Zwischenspielen 1906 in Athen gesehen und war so zu diesem Sport gekommen. Vier Jahre später in Stockholm sollte Tsiklitiras diesen Wettbewerb gewinnen. Dritter wurde der US-amerikanische Doppelolympiasieger im Diskuswurf von 1904 und 1908, Martin Sheridan. John Biller aus den Vereinigten Staaten, gemeinsam mit Tsiklitiras Zweiter im Standhochsprung, belegte den vierten Platz. Der Schwede Ragnar Ekberg wurde Fünfter vor Platt Adams, USA, dem Olympiafünften im Standhochsprung und dem Olympiasieger von 1912 im Standhochsprung. Eine Reihe von Teilnehmern, deren Platzierung und Weite nicht bekannt ist, war auch in anderen Disziplinen dieser Spiele dabei, darunter der irische Dreisprungolympiasieger Timothy Ahearne, hier für Großbritannien am Start.

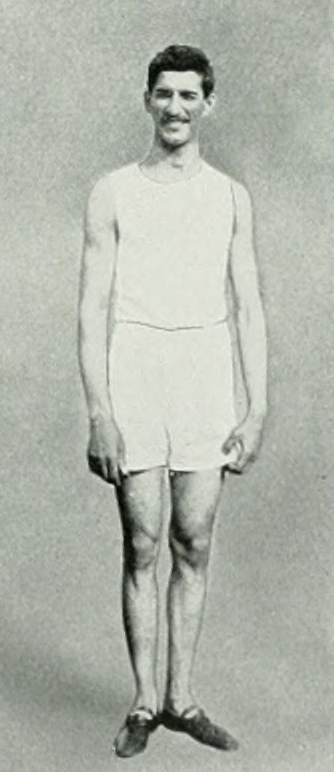
Der Olympiazweite Konstantinos Tsiklitiras, auch Olympiazweiter im Standhochsprung und 1912 Standweitsprung-Olympiasieger
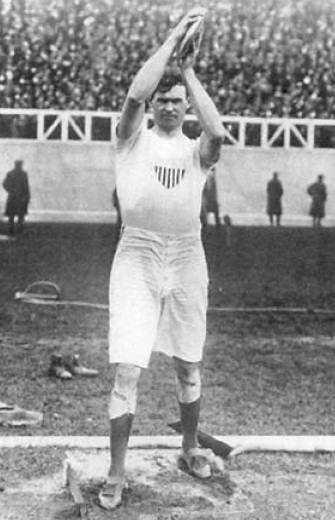
Der Doppelolympiasieger im Diskuswurf Martin Sheridan gewann Bronze
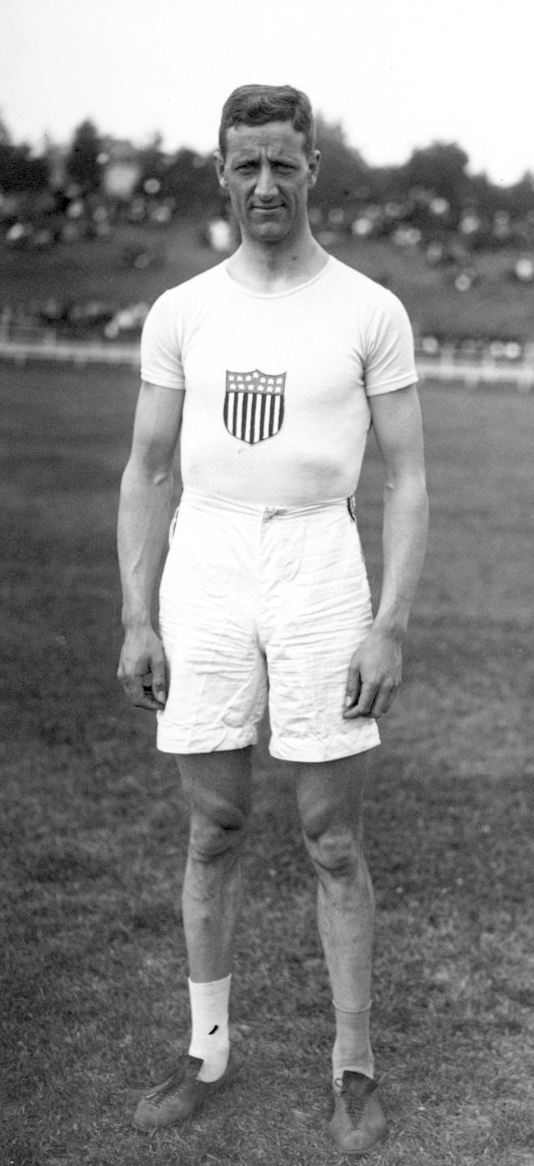
Der Olympiasechste Platt Adams, auch Fünfter im Standhochsprung und Standhochsprung-Olympiasieger 1912

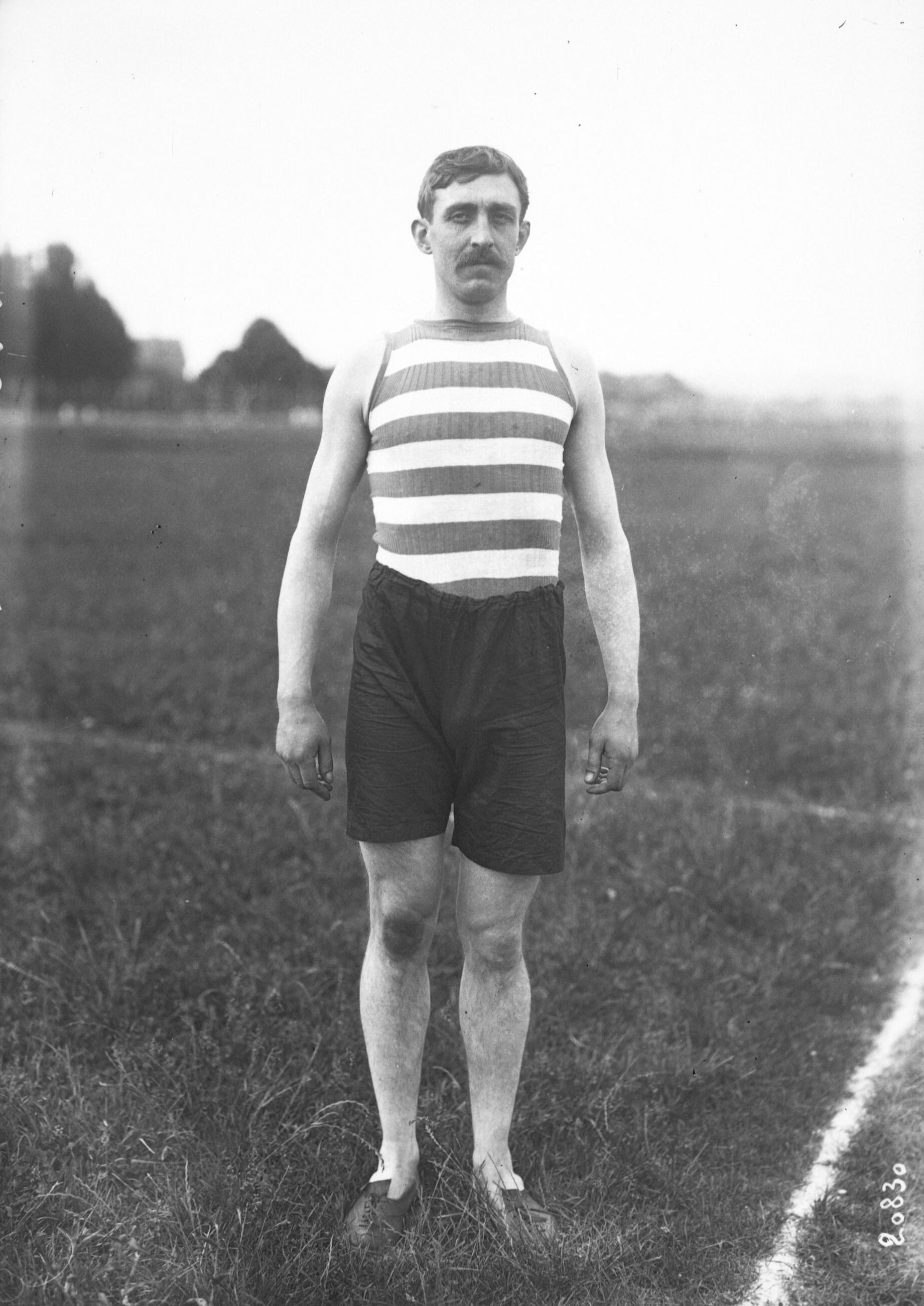
Henri Jardin – Teilnehmer im Standhoch- und Standweitsprung
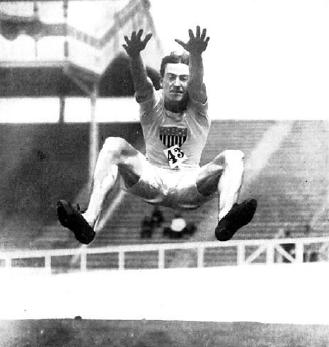
Weitsprungolympiasieger Frank Irons nahm auch am Standweitsprungwettbewerb teil

## Hinweise
1. 1 2  Kluge führt alle Springer in einem Feld. Sports-Reference gibt Qualifikations-Resultate für einige wenige Springer an, zur Megede führt alle Athleten ab Rang sechs und niedriger als Teilnehmer an, die das Finale nicht erreicht haben.